# Tạ Quân
Tạ Quân (giản thể: 谢军; phồn thể: 謝軍; bính âm: Xiè Jūn; sinh 30 tháng 10 năm 1970 tại Bảo Định, Hà Bắc) là một đại kiện tướng cờ vua Trung Quốc. Chị hai lần giữ ngôi vô địch thế giới, từ 1991 đến 1996 và từ 1999 đến 2001. Tạ cùng với Elisabeth Bykova, Hầu Dật Phàm là những nữ kỳ thủ từng giữ ngôi vô địch hai lần.
Năm 1991, Tạ là đại kiện tướng thứ hai của Trung Quốc, sau Diệp Vinh Quang. Chị có chồng là huấn luyện viên cũ của mình, đại kiện tướng Ngô Thiếu Bân.

## Sự nghiệp
Lên sáu tuổi Tạ đã bắt đầu học chơi cờ tướng. Đến năm 10 tuổi thì chị đã có danh hiệu vô địch trẻ cờ tướng của Bắc Kinh. Do sự khuyến khích của chính quyền, chị chuyển sang học chơi cờ vua. Mặc dù không có nhiều cơ hội tập luyện nhưng Tạ đã vô địch trẻ quốc gia năm 1984. Năm 1988 chị đồng hạng nhì đến tư ở Giải trẻ thế giới.
Năm 20 tuổi Tạ đã trở thành nhà thách đấu ngôi vô địch nữ. Năm 1991 chị đánh bại Maia Chiburdanidze của Gruzia, người đã giữ ngôi từ năm 1978 với tỉ số 8½–6½ để trở thành nhà vô địch nữ mới. Năm 1993 chị bảo vệ thành công ngôi vô địch trước đối thủ Nana Ioseliani với tỉ số cách biệt 8½–2½. Tạ mất danh hiệu vào tay Susan Polgar của Hungary năm 1996 (thua 4½–8½) nhưng đã giành lại được danh hiệu này năm 1999. Vào năm đó Polgar không chấp nhận các điều kiện của trận đấu tranh ngôi nữ hoàng cờ nên bị tước danh hiệu. Trận lựa chọn nhà thách đấu trở thành trận tranh ngôi vô địch. Tạ thắng Alisa Galliamova của Nga 8½–6½ và lần thứ hai trở thành nhà vô địch thế giới .
Năm 2000, Liên đoàn cờ vua thế giới thay đổi thể thức ở giải vô địch thế giới bằng loại trực tiếp. Tạ một lần nữa giành danh hiệu khi thắng đồng hương Tần Khản Oánh 2½–1½ ở chung kết. Sau đó, chị không tham dự một giải vô địch thế giới nào nữa và từ năm 2005 cũng ít thi đấu trên đấu trường quốc tế.
Là một người hùng ở quê nhà, Tạ nổi tiếng với sự lạc quan và phong cách tấn công mạnh mẽ. Thành công của chị đã góp phần truyền bá môn cờ vua ở đất nước mình, nơi cờ tướng vẫn chiếm ưu thế. Tạ Quân được coi là nữ kỳ thủ hàng đầu trong lứa kỳ thủ nữ Trung Quốc rất mạnh vào thời điểm đó như Chư Thần, Hứa Dục Hoa hay Vương Lỗi, với bốn chức vô địch Olympiad cờ vua liên tiếp từ năm 1998 đến 2004. Trong bốn giải này thì Tạ Quân ngồi bàn 1 đội nữ Trung Quốc ba lần (trừ năm 2002 không tham dự).
Vào cuối thập niên 1990, Tạ làm tiến sĩ ngành tâm lý học tại Đại học Sư phạm Bắc Kinh. Hiện giờ chị dành phần lớn thời gian làm một viên chức tại Ủy ban Thể thao Bắc Kinh, chăm lo cho các kỳ thủ và vận động viên ở các môn khác .